# 深圳报业集团
深圳报业集团是中国广东省深圳市的报业集团，2002年9月由原深圳特区报业集团（1999年11月1日在深圳特區報的基礎上成立）、深圳商报社合并组建，属下的报纸有《深圳特区报》、《深圳晚报》、《深圳商报》、《晶报》等。报业集团位于深南大道福田区路段北侧的报业大厦，临近深圳广电大厦和福田CBD。报业大厦是深圳市的地标建筑之一。
根据国家新闻出版署发布的《2018年新闻出版产业分析报告》，深圳报业集团在总体经济规模综合评价中位居第七。2018年，深圳特区报入选2017年全国百强报纸推荐名单。

## 报刊

### 报纸
- 深圳特区报（售价2元，創刊於1982年5月24日[2]）
- 深圳商报（售价2元）
- 深圳晚报（售价2元）
- 晶报（售价2元）
- 深圳青少年报
- 宝安日报
- 深圳日报[7]（售价1元，为英文报纸）

#### 合办报刊
- 香港商报（49%，餘下股權由香港中聯辦轄下聯合出版集團持有）

### 期刊
- 汽车导报
- 游遍天下
- 本色生活
- 特区教育

## 出版
- 深圳出版社

## 网站
- 深圳新闻网 （页面存档备份，存于）